# Arctosa misella
Arctosa misella är en spindelart som först beskrevs av Ludwig Carl Christian Koch 1882.  Arctosa misella ingår i släktet Arctosa och familjen vargspindlar. Inga underarter finns listade i Catalogue of Life.